# Els Oksaar
Els Oksaar, född Järv 1 oktober 1926 i Pärnu, Estland, död 2015, var en estländsk-svensk språkforskare. 
Från 1967 var hon professor i allmän språkvetenskap vid Hamburgs universitet. 1958–1965 var hon docent vid Stockholms universitet och 1965 och 1967 preceptor. År 1996 utnämndes hon till hedersdoktor vid Tartu universitet.
Hon var ledamot av Estländska vetenskapsakademien.